# Arnold Esch (Historiker)

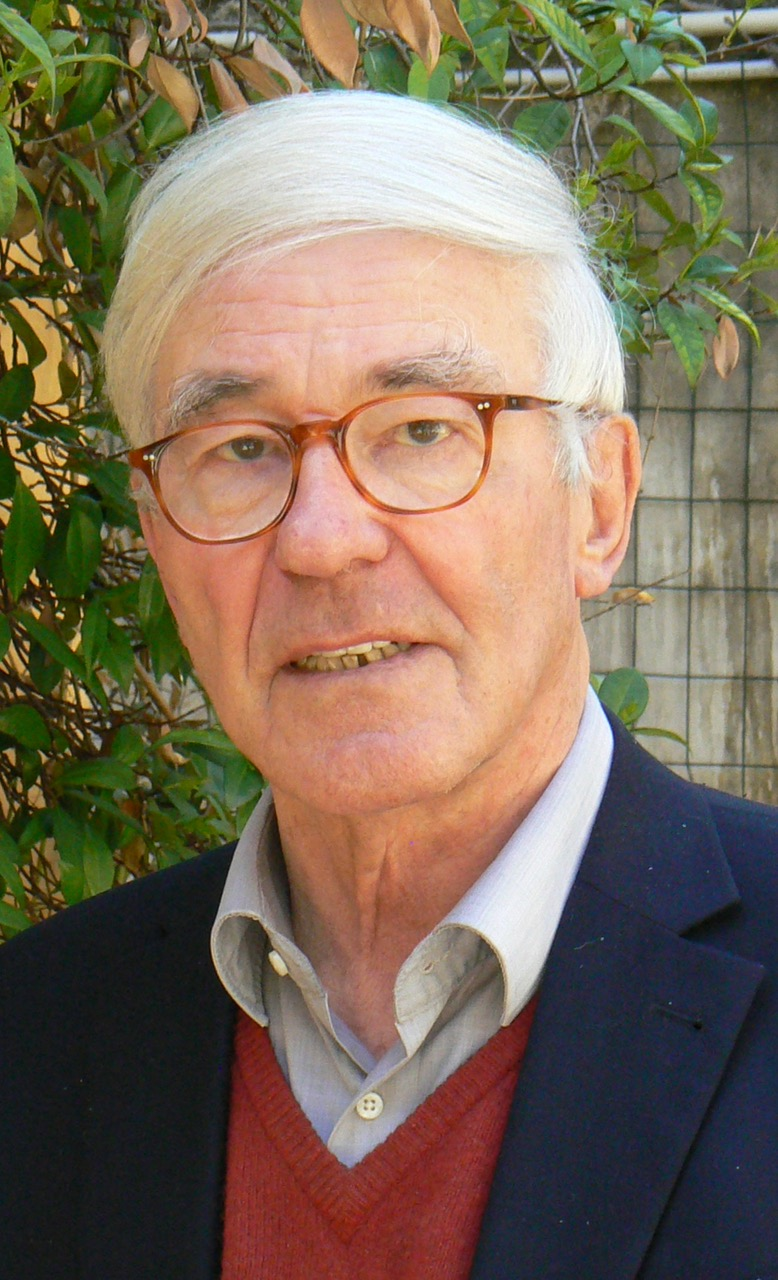
Arnold Esch im Mai 2020

Arnold Esch (* 28. April 1936 in Altenbögge/Kreis Unna, Westfalen) ist ein deutscher Historiker. Er lehrte von 1977 bis 1988 als Professor der Mittelalterlichen Geschichte an der Universität Bern und war von 1988 bis 2001 Direktor des Deutschen Historischen Instituts in Rom (DHI). Esch ist durch zahlreiche Publikationen als einer der besten Kenner des mittelalterlichen und frühneuzeitlichen Rom und des spätantiken-frühmittelalterlichen Straßennetzes in Mittelitalien ausgewiesen. Weitere Forschungen widmen sich dem Papsttum, der römischen Kurie und ihrer regionalen und familiären Zusammensetzung, der Papstfinanz mit ihrem bargeldlosen Zahlungsverkehr zwischen Nord- und Südeuropa.

## Leben
Arnold Esch stammt aus einer Pfarrer- und Kaufmannsfamilie vom Niederrhein. Er wuchs mit drei Brüdern auf. Esch studierte seit 1955 in Münster, Göttingen und Paris Geschichte, Klassische Archäologie und Politische Wissenschaften. Im Jahr 1964 wurde er in Göttingen bei Hermann Heimpel mit der Arbeit Bonifaz IX. und der Kirchenstaat promoviert. Nach seiner Promotion war er von 1964 bis 1970 als Assistent in Göttingen tätig, von 1970 bis 1973 als Assistent am Deutschen Historischen Institut (DHI) in Rom tätig. Nach der Habilitation 1974 in Göttingen mit der Arbeit Verhältnis von Stadt und Land am Beispiel der toskanischen Stadt Lucca lehrte er dort ein Jahr als Privatdozent und verbrachte ein weiteres Jahr als wissenschaftlicher Mitarbeiter am DHI Rom. Nach einer einsemestrigen Lehrstuhlvertretung an der Freien Universität Berlin wurde er 1977 Professor für mittelalterliche Geschichte an der Universität Bern. Seine Antrittsvorlesung in Bern hielt er über die Bedeutung von Überlieferungschance und Überlieferungszufall für die historischen Erkenntnismöglichkeiten. 1985/86 war er Rektor der Berner Universität. Seine Antrittsrede zum Berner Rektorat hielt er über die Universität im Mittelalter.
Von 1988 bis 2001 war er Direktor des DHI in Rom. In die Anfänge seiner Amtszeit fiel die Hundertjahrfeier des Instituts auf dem Kapitol in Gegenwart beider Staatspräsidenten, in der die Rolle des Instituts als Mittler zwischen deutscher und italienischer Geschichtswissenschaft gewürdigt wurde. Im April 1991 anlässlich des 100. Todestages von Ferdinand Gregorovius fand eine Tagung mit Wissenschaftlern aus Deutschland, Italien und Frankreich statt. Den Tagungsband dazu gab Esch 1993 mit Jens Petersen heraus. Ende Oktober 1994 veranstaltete das DHI Rom eine von Esch und Norbert Kamp organisierte Tagung anlässlich des 800. Gedenkjahres Friedrichs II. Esch befasste sich mit Friedrichs bewusster Rezeption antiker Kunst und wertete sie als Teil des kaiserlichen Selbstverständnisses und als Form kaiserlicher Selbstdarstellung. Als Direktor brachte er, die Öffnung weiterer vatikanischer Archivfonds nutzend, die große Edition des „Repertorium Poenitentiariae Germanicum“ auf den Weg. Dieses von Ludwig Schmugge erarbeitete Werk enthält die aus dem Reich an den Papst gerichteten Bittschriften (Suppliken) von 1431 bis 1523.
Esch ist seit 1965 mit einer promovierten Altphilologin verheiratet und hat drei Söhne. Mit seiner Frau Doris Esch Raupach hat er mehrere Beiträge zu sprachgeschichtlichen, kirchengeschichtlichen und kunstgeschichtlichen Themen gemeinsam veröffentlicht. Esch lebt seit Dezember 2021 in München.

## Forschungsschwerpunkte

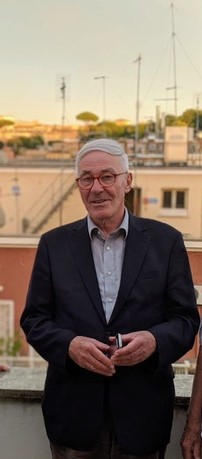
Arnold Esch im Jahr 2020

Esch forschte hauptsächlich zur italienischen Geschichte im 14. und 15. Jahrhundert, vor allem zur Geschichte Roms und des Papsttums im Übergang vom Mittelalter zur Renaissance. Seine Dissertation untersuchte anhand der reichen vatikanischen Archivalien, wie und mit welchen (auch fatalen: beginnender Ablasshandel) Mitteln Bonifaz IX. den Kirchenstaat durch die große Kirchenspaltung führte; die Habilitationsschrift behandelte anhand der allein für das 12. Jahrhundert verfügbaren 4000 Urkunden Luccas unter anderem, wie städtisches (im Handel erworbenes) Kapital ins Land eindrang und Getreidepreise und Bodenrente steigen ließ.
Neue Akzente setzten seine Studien zur Verwendung von Spolien, das heißt der Wiederverwendung antiker Architekturstücke an mittelalterlichen Gebäuden im weiteren Kontext des Nachlebens der Antike, dem er, als Historiker und Archäologe, mehrere Publikationen gewidmet hat.
Esch erforschte und durchwanderte mit seiner Frau die fünf aus der Antike überkommenen Straßenzüge (Via Appia, Via Cassia, Via Flaminia, Via Salaria, Via Valeria). Diese persönlichen Erfahrungen waren die Grundlage für zahlreiche Einzelveröffentlichungen und wurden 1997 in einer Monographie veröffentlicht. Esch möchte damit und mit den späteren Veröffentlichungen zum Thema dem Leser „die Freude, der Geschichte in freier Landschaft nachzugehen“, vermitteln. Im Jahr 2011 erschien von ihm eine Monographie über den Verfall des römischen Straßensystems in Mittelitalien und die Via Amerina. Im Jahr 2022 legte er eine Darstellung über die Via Salaria vor, die als eine der bekanntesten Konsularstraßen das antike Rom zunächst mit Rieti und dann, ab der Zeit des Augustus, mit Ascoli Piceno und der Adriaküste verband.
Ein weiterer Forschungsschwerpunkt sind wirtschaftsgeschichtliche Fragestellungen: Papstbankiers, bargeldloser Zahlungsverkehr im spätmittelalterlichen Europa, Handel zwischen Christen und Muslimen, Importe in das Rom der Frührenaissance anhand der hier erstmals systematisch ausgewerteten römischen Zollregister 1445–1485, mit Fragen zwischen Wirtschafts- und Kunstgeschichte (Kunst in Angebot und Nachfrage, Kunstaufträge und ihre materiellen und immateriellen Bedingungen). Für die römische Sozialgeschichte nutzte er die Notariatsprotokolle und wertete die Zeugenaussagen im Heiligsprechungsprozess von S. Francesca Romana aus. Seine römischen Forschungen fasste er 2016 zusammen in der Monographie Rom. Vom Mittelalter zur Renaissance. Esch schlug hier statt des üblichen Epochenschnitts für Rom im Jahr 1494 (Einmarsch Karls VIII. von Frankreich) eine neue Epochengrenze vor: „1496, der junge Michelangelo betritt Rom – denn als er stirbt, ist Rom ein anderes, auch durch ihn ein anderes geworden“.
Im Jahr 2011 hat Esch eine Schilderung über „wahre Geschichten aus dem Mittelalter“ veröffentlicht, das Gesuche von Klerikern und Laien aus Deutschland an das päpstliche Buß- und Gnadenamt, die „Penitenziaria Apostolica“, auswertet. Esch hat für sein zweites im Jahr 2014 veröffentlichtes Buch über solche Bittschriften an die Pönitentiarie aus ganz Europa etwa 2.400 von rund 33.000 Suppliken im Zeitraum von 1439 bis 1484 ausgewertet. Dabei geht es ihm „nicht um Geschichte, Kompetenzen und Arbeitsweise dieser Behörde“, sondern er will ein Panorama der Alltagswelt des 15. Jahrhunderts zeichnen. Die reichen Archivalien Berns ermöglichten ihm mehrere Studien zur spätmittelalterlichen und frühneuzeitlichen Geschichte dieses größten eidgenössischen Stadtstaats und behandelten, neben der inneren Geschichte, das Ausgreifen der Eidgenossenschaft nach Oberitalien.
In seiner Berner Antrittsvorlesung veranschaulichte er, von welchen Faktoren Art und Umfang der Quellenüberlieferung abhängig sind und welche Konsequenzen dies für das Urteilsvermögen des Historikers hat. Er kam am Beispiel des Urkundenbestandes aus Lucca zu der Erkenntnis, dass die urkundliche Überlieferung den Grundbesitz begünstige, Handel und Gewerbe jedoch unterrepräsentiere. Urkundliche Überlieferung mache das Mittelalter noch agrarischer, als es ohnehin schon der Fall sei.
In seinem Beitrag Zeitalter und Menschenalter (Festvortrag zu Hermann Heimpels 80. Geburtstag) zeigte er, wie unterschiedlich Geschichte aus der Perspektive des vom Zeitgenossen erlebten Menschenalters und des vom Historiker im Nachhinein geschnittenen Zeitalters wahrgenommen und geschrieben wird, und welche mittelalterlichen Quellen es überhaupt gibt, in die hineinzukommen (oder gar zu Worte zu kommen) auch gewöhnliche Menschen eine Chance haben. In seiner Studie Anschauung und Begriff (Festvortrag zu Richard Krautheimers 90. Geburtstag) untersuchte er, wie die zunehmende Ausbildung der Begrifflichkeit die Anschauung ergänzte und ersetzte (und manchmal auch verarmen ließ). Der enge Vergleich von Reiseberichten (2–4 Parallelberichte aus derselben Pilgergaleere) ermöglichte, in mehreren Studien die Individualität von Reisenden herauszuarbeiten. Daneben veröffentlichte er auch Forschungen zum 19. Jahrhundert: Pietismus und Frühindustrialisierung (Habilitationsleistung für die Lehrbefugnis in Neuerer Geschichte), Wissenschaftsgeschichte von Archäologie und Geschichte und ihrer römischen Institutionen, Hilfsbedürftige in Rom nach karitativen Quellen; der Zweite Weltkrieg in Italien aus der Perspektive literarischer Darstellung und der deutschen Militärakten.

## Ehrungen und Mitgliedschaften
Für seine Forschungen wurden Esch zahlreiche wissenschaftliche Ehrungen und Mitgliedschaften zugesprochen. Er war zwischen 1974 und 2001 Mitglied und zeitweise Vorsitzender des Fachbeirats des Max-Planck-Instituts für Geschichte in Göttingen. Esch wurde 1989 Mitglied der Accademia degli Intronati in Siena. Er ist seit 1993 Mitglied der Accademia delle Scienze dell’Istituto di Bologna und seit 1998 ‚Socio straniero‘ (auswärtiges Mitglied) der Accademia dei Lincei. Er ist ordentliches Mitglied der Historischen Kommission der Bayerischen Akademie der Wissenschaften (seit 1992), korrespondierendes Mitglied der Akademie der Wissenschaften zu Göttingen (seit 1993), korrespondierendes Mitglied der Bayerischen Akademie der Wissenschaften (seit 1999), korrespondierendes Mitglied der Zentraldirektion des Deutschen Archäologischen Instituts und der Zentraldirektion der Monumenta Germaniae Historica (seit 1989) sowie Mitglied der Braunschweigischen Wissenschaftlichen Gesellschaft und anderer wissenschaftlicher Gesellschaften. Er ist ordentliches Mitglied der Pontificia Accademia Romana di Archeologia (seit 1999) und des Istituto di Studi Romani.
Esch erhielt 1970 für seine Göttinger Dissertation über Papst Bonifaz IX. und den Kirchenstaat den Preis der Philologisch-Historischen Klasse der Göttinger Akademie der Wissenschaften. Außerdem wurden ihm unter anderem 1989 der Premio Città di Roma, targa d’oro der römischen Presse, 1994 der Premio Daria Borghese vom Gruppo dei Romanisti, 1995 der Premio Cultore di Roma von der Stadt Rom, 1996 der Karl-Vossler-Preis für wissenschaftliche Prosa, 1996 das Bundesverdienstkreuz 1. Klasse, 1997 die Gauss-Medaille, 2004 der Premio Galileo Galilei, 2005 der Reuchlin-Preis verliehen. Im Jahr 2007 wurde er mit der Lichtenberg-Medaille der Göttinger Akademie ausgezeichnet, 2011 mit dem Sigmund Freud-Preis für wissenschaftliche Prosa. Ihm wurden 1999 Ehrendoktorwürden der Universität Lecce und der Universität Siena verliehen.

## Schriften (Auswahl)
Schriftenverzeichnis
- Verzeichnis der Publikationen von Arnold Esch. In: Hagen Keller, Werner Paravicini, Wolfgang Schieder (Hrsg.): Italia et Germania. Liber Amicorum Arnold Esch. Niemeyer, Tübingen 2001, ISBN 3-484-80157-3, S. 603–617.
- Bibliografia degli scritti (1966–2020). In: Reti Medievali Open Archive.

Monographien
- Bonifaz IX. und der Kirchenstaat (= Bibliothek des Deutschen Historischen Instituts in Rom. Bd. 29). Niemeyer, Tübingen 1969 (= teilweise zugleich: Göttingen, Universität, Dissertation, 1963–1964).
- Die Anfänge der Universität im Mittelalter. Haupt, Bern 1985, ISBN 978-3-258-03558-1.
- Bern und Italien. Helbing und Lichtenhahn, Basel/Frankfurt am Main 1993, ISBN 978-3-7190-1284-7.
- Zeitalter und Menschenalter. Der Historiker und die Erfahrung vergangener Gegenwart. Beck, München 1994, ISBN 978-3-406-38350-2.
- Römische Straßen in ihrer Landschaft. Das Nachleben antiker Straßen um Rom. Mit Hinweisen zur Begehung im Gelände. Philipp von Zabern, Mainz 1997, ISBN 978-3-8053-2010-8.
- Alltag der Entscheidung. Beiträge zur Geschichte der Schweiz an der Wende vom Mittelalter zur Neuzeit. Haupt, Bern 1998, ISBN 3-258-05301-4.
- Wege nach Rom. Annäherungen aus zehn Jahrhunderten. Beck, München 2003, ISBN 978-3-406-50275-0.
- Wiederverwendung von Antike im Mittelalter. Die Sicht des Archäologen und die Sicht des Historikers. De Gruyter, Berlin/New York 2005, ISBN 3-11-018426-5.
- Economia, cultura materiale ed arte nella Roma del primo Rinascimento. Studi sui registri doganali romani 1445–1485. Roma nel Rinascimento, Rom 2007, ISBN 978-88-85913-47-9.
- Landschaften der Frührenaissance. Auf Ausflug mit Pius II. Beck, München 2008, ISBN 3-406-57038-0.
- Wahre Geschichten aus dem Mittelalter. Kleine Geschichten selbst erzählt in Schreiben an den Papst. Beck, München 2010, ISBN 978-3-406-60133-0.
- Zwischen Antike und Mittelalter. Der Verfall des römischen Straßensystems in Mittelitalien und die Via Amerina. Beck, München 2011, ISBN 978-3-406-62143-7.
- Die Lebenswelt des europäischen Spätmittelalters. Kleine Schicksale selbst erzählt in Schreiben an den Papst. Beck, München 2014, ISBN 978-3-406-66770-1.
- Rom. Vom Mittelalter zur Renaissance. 1378–1484. Beck, München 2016, ISBN 978-3-406-69884-2.
- Historische Landschaften Italiens. Wanderungen zwischen Venedig und Syrakus. 3. Auflage Beck, München 2019, ISBN 978-3-406-72565-4.
- Von Rom bis an die Ränder der Welt. Geschichte in ihrer Landschaft. Beck, München 2020, ISBN 978-3-406-75854-6.
- Die Via Salaria. Eine historische Wanderung vom Tiber bis auf die Höhen des Apennin. Beck, München 2022, ISBN 978-3-406-78064-6.

Herausgeberschaften
- mit Jens Petersen: Geschichte und Geschichtswissenschaft in der Kultur Italiens und Deutschlands. Wissenschaftliches Kolloquium zum hundertjährigen Bestehen des Deutschen Historischen Instituts in Rom, 24.–25. Mai 1988 (= Bibliothek des Deutschen Historischen Instituts in Rom. Bd. 71). Niemeyer, Tübingen 1989, ISBN 3-484-82071-3.
- mit Reinhard Elze: Das Deutsche Historische Institut in Rom 1888–1988 (= Bibliothek des Deutschen Historischen Instituts in Rom. Bd. 70). Niemeyer, Tübingen 1990, ISBN 3-484-82070-5.
- mit Jens Petersen: Ferdinand Gregorovius und Italien. Eine kritische Würdigung (= Bibliothek des Deutschen Historischen Instituts in Rom. Bd. 78). Niemeyer, Tübingen 1993, ISBN 3-484-82078-0.
- mit Norbert Kamp: Friedrich II. Tagung des Deutschen Historischen Instituts in Rom im Gedenkjahr 1994 (= Bibliothek des Deutschen Historischen Instituts in Rom. Bd. 85). Niemeyer, Tübingen 1996, ISBN 3-484-82085-3.
- mit Christoph L. Frommel: Arte, committenza ed economia a Roma e nelle corti del Rinascimento (1420–1530). Atti del Convegno internaz. Roma 24–27 ott. 1990. Einaudi, Torino 1995, ISBN 88-06-14048-5.
- mit Jens Petersen: Deutsches Ottocento. Die deutsche Wahrnehmung Italiens im Risorgimento (= Bibliothek des Deutschen Historischen Instituts in Rom. Bd. 94). Niemeyer, Tübingen 2000, ISBN 3-484-82094-2.